# Хотенка (Калужская область)
Хотенка — деревня в Козельском районе Калужской области. Входит в состав Сельского поселения «Село Попелёво».

## Географическое положение
Расположено примерно в 6 км к северо-западу от села Нижние Прыски на ручье Ноика, впадающем в Жиздру.

## Население
На 2010 год население составляло 29 человек.